# Nyctemera arctata
Nyctemera arctata är en fjärilsart som beskrevs av Walker 1856. Nyctemera arctata ingår i släktet Nyctemera och familjen björnspinnare. Inga underarter finns listade i Catalogue of Life.

## Bildgalleri

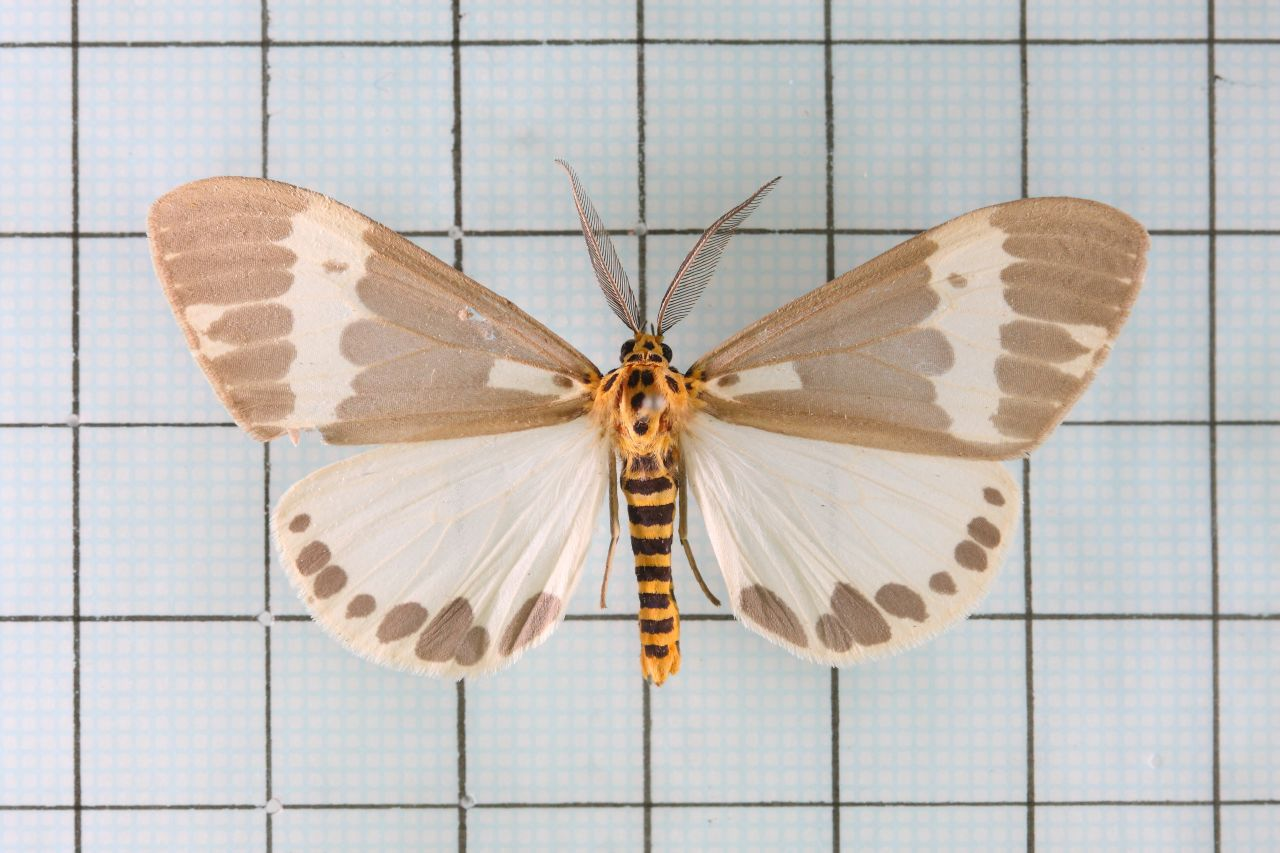
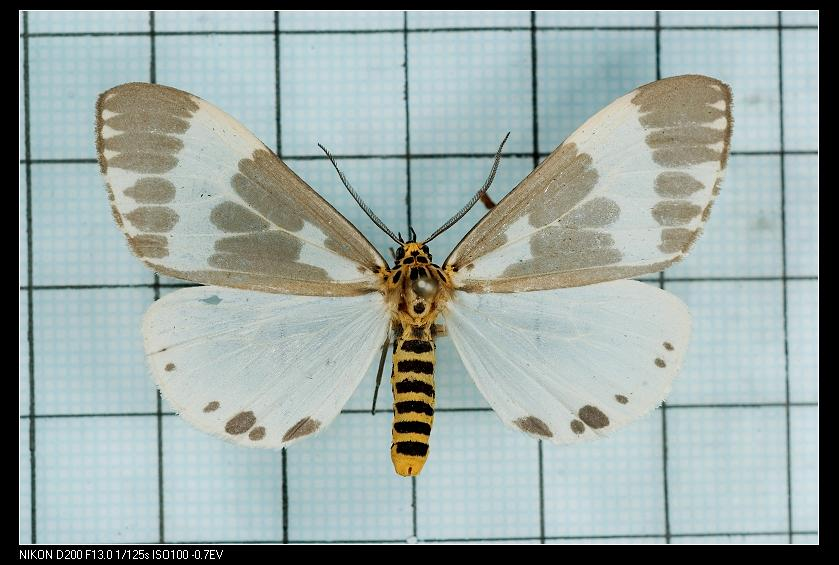
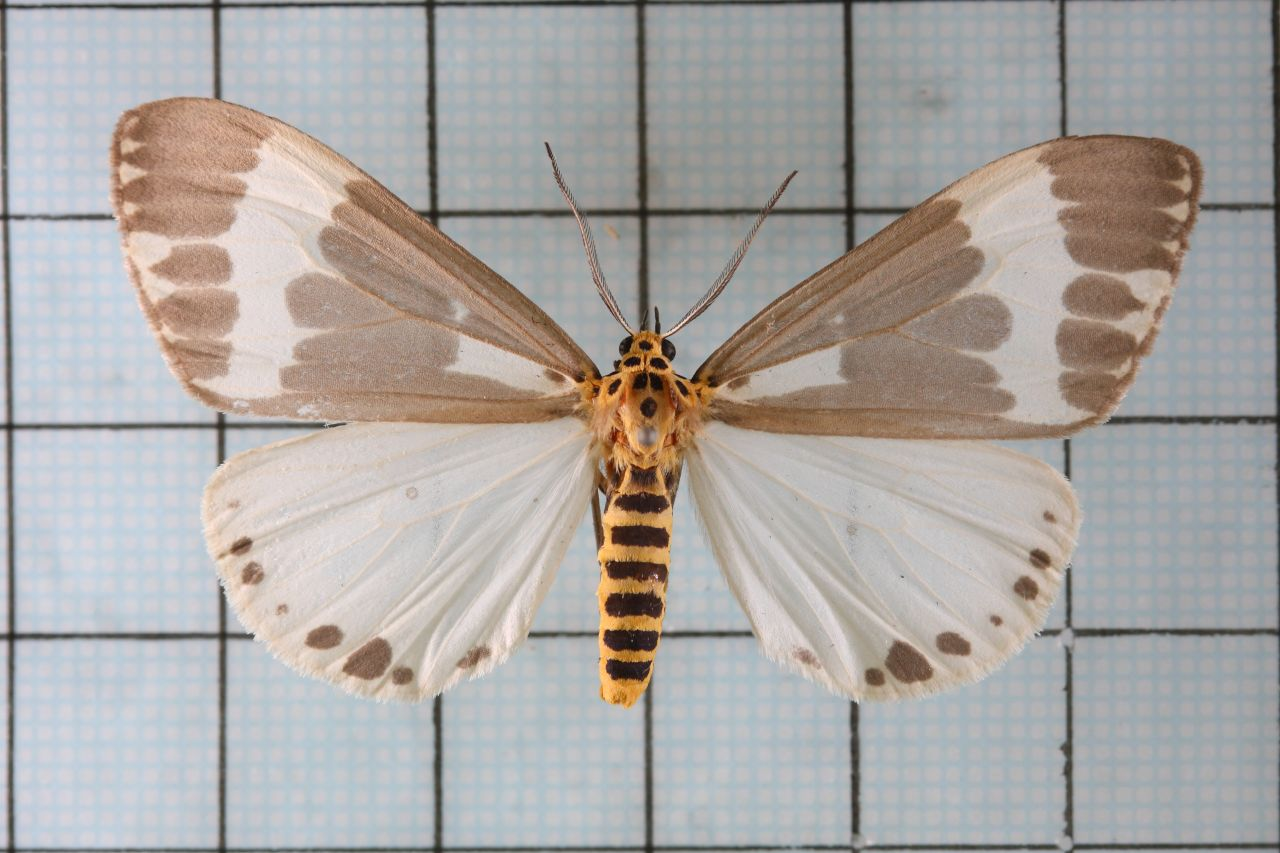
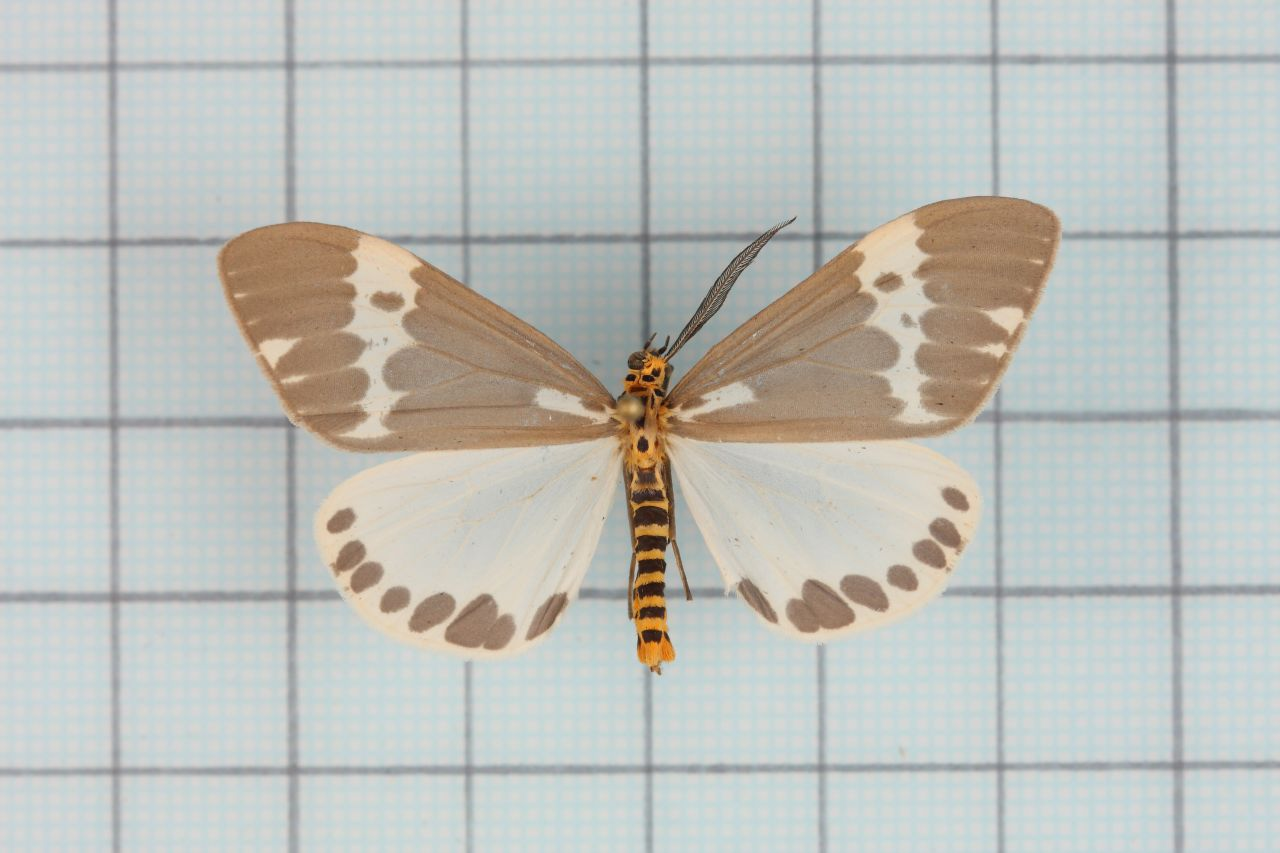
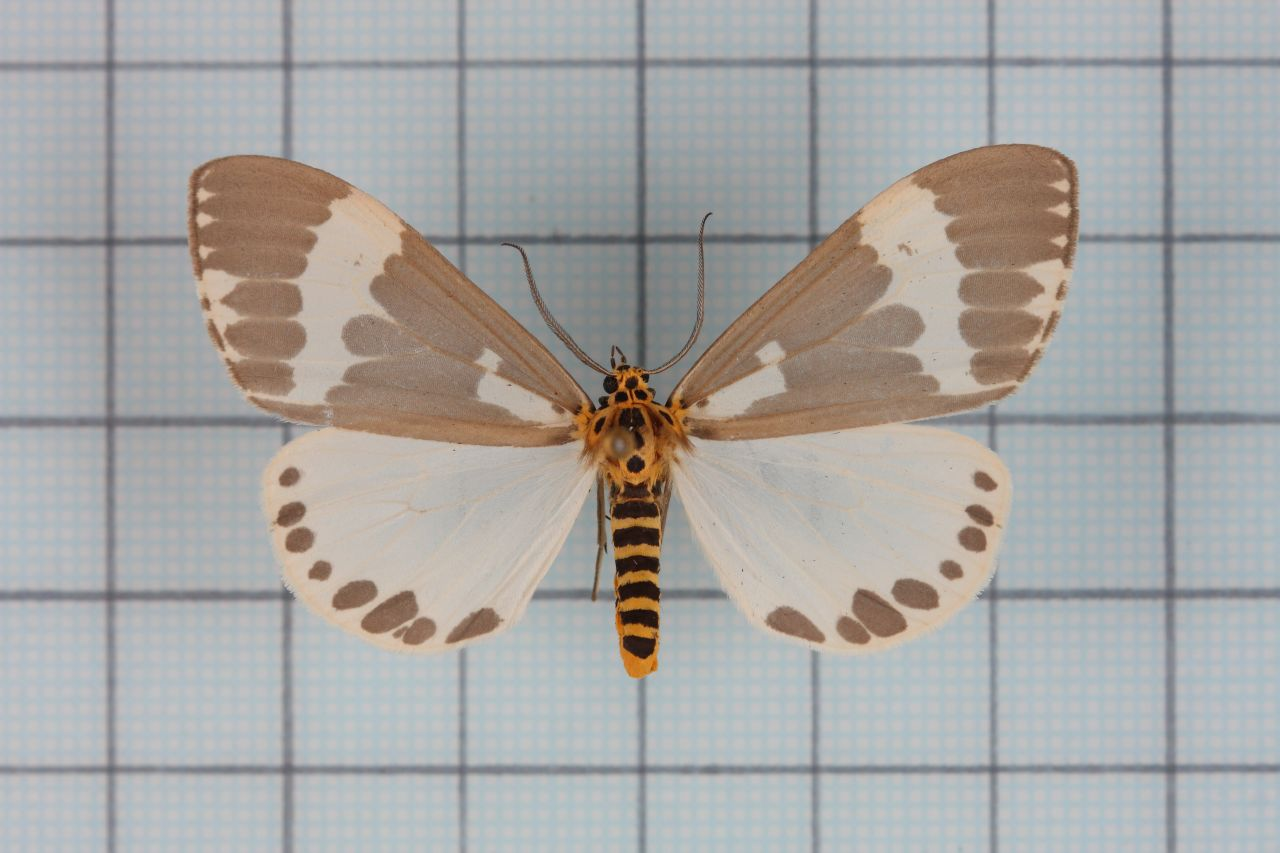
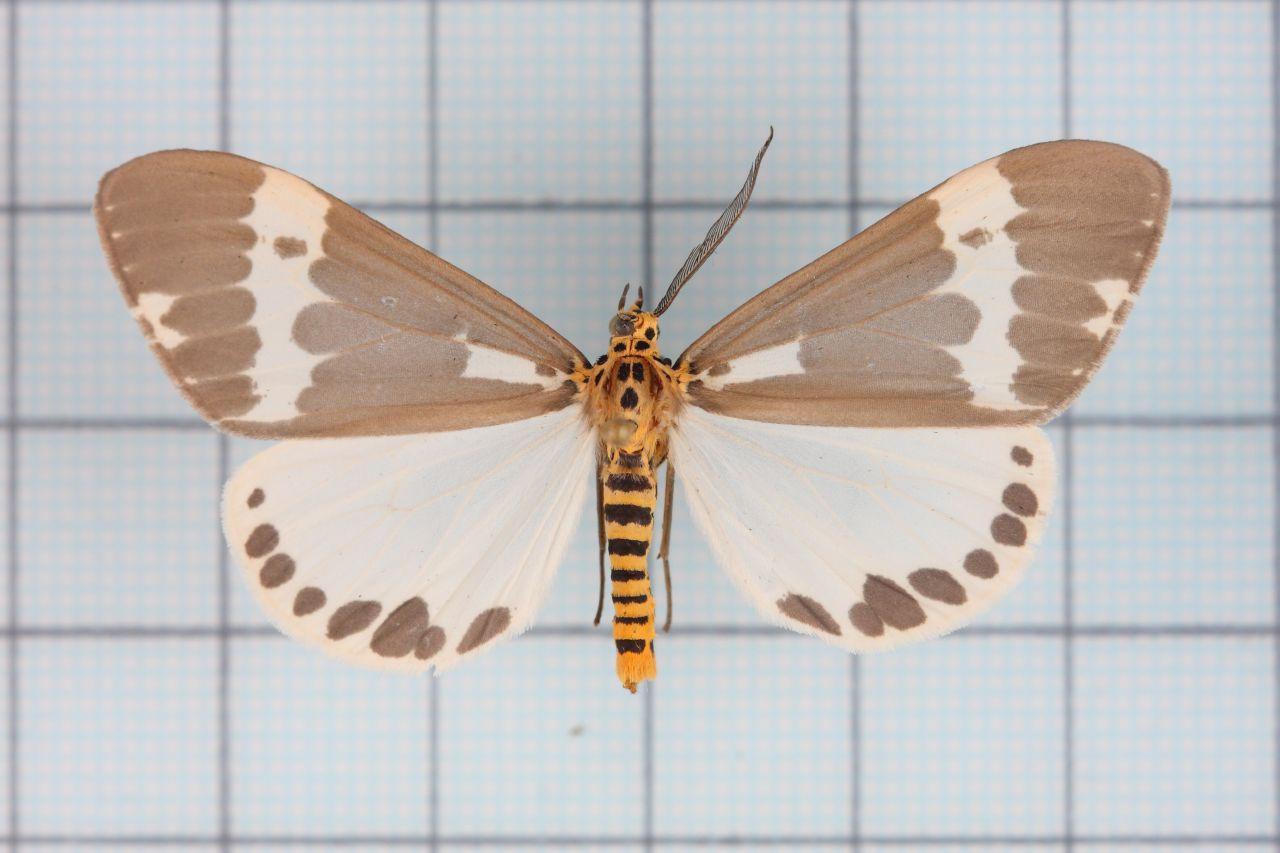